# كوجي سوزوكي
كوجي سوزوكي (باليابانية: 鈴木光司) ، من مواليد 13 مايو 1957م، وهو مؤلف وكاتب القصة ياباني، وأشتهر بتأليف كتاب رينغ وسلسلة أفلام الرعب اليابانية الشهيرة.

## وصلات خارجية
- كوجي سوزوكي على موقع IMDb (الإنجليزية)
- كوجي سوزوكي على موقع ألو سيني (الفرنسية)
- كوجي سوزوكي على موقع ميوزك برينز (الإنجليزية)
- كوجي سوزوكي على موقع قاعدة بيانات الأفلام السويدية (السويدية)
- كوجي سوزوكي على موقع قاعدة بيانات الفيلم (الإنجليزية)
- كوجي سوزوكي على موقع كينوبويسك (الروسية)
- Entry in the Encyclopedia of Science Fiction
- J'Lit | Authors : Koji Suzuki | Books from Japan نسخة محفوظة 3 سبتمبر 2021 على موقع واي باك مشين. (بالإنجليزية)